# Hylestad
Hylestad est le nom d'une ancienne paroisse de Norvège, située dans la vallée du Setesdal au sein du comté d'Aust-Agder. 
Hylestad fut isolé en tant que municipalité entre 1915 et 1962, date à laquelle elle fut réincorporée à la municipalité de Valle dont elle était issue. La municipalité comptait 658 habitants à sa création et 662 lors de sa réincorporation dans la municipalité de Valle.